# Dicaeum chrysorrheum
A Dicaeum chrysorrheum a madarak osztályának verébalakúak (Passeriformes) rendjébe és a virágjárófélék (Dicaeidae) családjába tartozó faj.

## Rendszerezése
A fajt Coenraad Jacob Temminck holland arisztokrata és zoológus írta le 1829-ben. Egyes szervezetek a Pachyglossa nembe sorolják Pachyglossa chrysorrhea néven, áthelyezését, még nem fogadták el.

## Alfajai
- Dicaeum chrysorrheum chrysochlore Blyth, 1843
- Dicaeum chrysorrheum chrysorrheum Temminck, 1829[1]

## Előfordulása
Banglades, Bhután, Brunei, India, Indonézia, Kambodzsa, Kína, Laosz, Malajzia, Mianmar, Nepál, Szingapúr, Thaiföld és Vietnám területén honos.
Természetes élőhelyei a szubtrópusi és trópusi mocsári erdők, síkvidéki és hegyi esőerdők, valamint ültetvények. Állandó, nem vonuló faj.

## Megjelenése
Testhossza 10 centiméter.

## Természetvédelmi helyzete
Az elterjedési területe rendkívül nagy, egyedszáma pedig stabil. A Természetvédelmi Világszövetség Vörös listáján nem fenyegetett fajként szerepel.